# Convento da Ilha Verde
O Convento da Ilha Verde, também conhecido como Mosteiro da Ilha Verde (em chinês:  青洲修道院) e Casa de Retiros da Ilha Verde (青洲避靜院), é um edifício religioso de estilo arquitetónico colonial português, situado na Ilha Verde, uma parte constituinte da Península de Macau, pertencente à Região Administrativa Especial de Macau da República Popular da China. A colina da Ilha Verde está incluída na lista dos sítios classificados pelo governo de Macau.

## História
Em 1606, no trigésimo quarto ano do reinado do Imperador Wanli durante o período da dinastia Ming, os jesuítas portugueses construíram várias casas e uma capela na Ilha Verde. Em 1621, no primeiro ano do reinado do Imperador Tianqi, o governador-geral das províncias chinesas de Cantão e Quancim, Chen Bangzhan, e o governador provincial de Cantão, Wang Zunde, enviaram vários secretários dos Assuntos Administrativos, incluindo Feng Conglong, para demolir todas as edificações construídas pelos portugueses na Ilha Verde.
Algumas fontes especulam que o edifício de estilo arquitetónico colonial português, tenha sido construído em 1828, enquanto que outras afirmam que ele possa ter sido construído pelos jesuítas. Alguns documentos datados da década de 1950 relatam que o edifício pertencia ao Seminário de São José, que o arrendava ao governo de Macau no período colonial.
De acordo com fontes governamentais datadas de 2010, o lote que abrange o mosteiro e parte da colina da Ilha Verde foi vendido a uma entidade privada há décadas atrás. No Plano de Ordenamento Urbanístico da Zona da Ilha Verde (青洲都市化整治計劃) de 2011, estava também previsto a preservação da colina e o restauro do edifício.

## Eventos
Em 2002, o Instituto para os Assuntos Cívicos e Municipais organizou no edifício quatro espetáculos do Festival Fringe da Cidade de Macau.